# Ťia-sing
Ťia-sing (čínsky pchin-jinem Jiāxīng, znaky 嘉兴) je městská prefektura v Čínské lidové republice, kde patří k provincii Če-ťiang ve Východní Číně. Celá prefektura má rozlohu 4 074 čtverečních kilometrů a roku 2020 v ní žilo necelých pět a půl milionu obyvatel.

## Poloha
Ťia-sing leží na severní okraji provincie Če-ťiang na Velkém kanále. Hraničí na jihozápadě s Chang-čou, na západě s Chu-čou, na severovýchodě se Šanghají a na severu s provincií Ťiang-su.

## Administrativní členění
Městská prefektura Ťia-sing se člení na sedm celků okresní úrovně, a sice dva městské obvody, tři městské okresy a dva okresy.
| Nan-chu Siou-čou okres · Ťia-šan okres · Chaj-jen městský okres · Chaj-ning městský okres · Pching-chu městský okres · Tchung-siang |        |                       |                       |                    |                                  |
| Název | Název  | Počet obyvatel (2010) | Počet obyvatel (2020) | Rozloha km² (2020) | Hustota zalidnění (obyv. na km²) |
| český přepis | znaky  | Počet obyvatel (2010) | Počet obyvatel (2020) | Rozloha km² (2020) | Hustota zalidnění (obyv. na km²) |
| Městské obvody |        |                       |                       |                    |                                  |
| Nan-chu | 南湖区 | 612 663               | 839 433               | 447                | 1 888                            |
| Siou-čou | 秀洲区 | 589 219               | 679 221               | 541                | 1 255                            |
| Městské okresy |        |                       |                       |                    |                                  |
| Chaj-ning | 海宁市 | 806 966               | 1 076 199             | 773                | 1 392                            |
| Pching-chu | 平湖市 | 671 834               | 671 326               | 549                | 1 223                            |
| Tchung-siang | 桐乡市 | 815 848               | 1 029 754             | 727                | 1 416                            |
| Okresy |        |                       |                       |                    |                                  |
| Ťia-šan | 嘉善县 | 574 187               | 648 160               | 506                | 1 281                            |
| Chaj-jen | 海盐县 | 430 940               | 456 775               | 533                | 857                              |
| |        |                       |                       |                    |                                  |
| Celkem | Celkem | 4 501 657             | 5 400 868             | 4 074              | 1 326                            |

## Partnerská města
- Bloomington, Indiana, USA (20. květen 1994)
- Bunbury, Austrálie (13. říjen 2000)
- Damonville, Kanada (19. březen 2004)
- Fudži, Japonsko (13. leden 1989)
- Halle, Německo (22. září 2009)
- Kangnung, Jižní Korea (11. červen 1999)
- Lobatse, Botswana (9. květen 2002)
- Nitéroi, Brazílie (24. květen 2002)
- Ponsacco, Itálie (1. září 2001)
- Sandefjord, Norsko (11. květen 2001)
- Tampa, Florida, USA (6. červen 2001)